# Браницкий, Пётр
Пётр Францишек Браницкий (ум. 14 февраля 1762, Львов) — польский дворянин и государственный деятель, хорунжий галицкий (с 1729), каштелян брацлавский (1744—1762). Кавалер Ордена Белого Орла (1754).

## Биография
Представитель польского шляхетского рода Браницких герба «Корчак». Сын каштеляна галицкого Юзефа Браницкого (ум. 1735) и Терезы Искры.
С 1729 году исполнял обязанности хорунжего галицкого. В 1744-1762 годах занимал должность каштеляна брацлавского.
В 1729 году Пётр Браницкий был избран комиссаром от Галицкой земли в Скарбовый трибунал. Избирался послом (депутатом) от Галицкой земли на сеймы в 1724, 1736 и 1740 годах.
С 1729 года — товарищ в панцирной хоругви, с 1733 году — ротмистр в панцирной хоругви.
3 августа 1754 года Пётр Браницкий был награждён в Варшаве Орденом Белого Орла.

## Семья и дети
Пётр Браницкий был женат на Валерии Мелании Шембек, дочери каштеляна освенцимского Петра Войцеха Шембека (ум. 1738) и Барбары Нелепец (ум. 1749). Их дети:
- Франтишек Ксаверий Браницкий (1731—1819), гетман великий коронный
- Эльжбета Браницкая (1733—1800), 1-й муж с 1753 года — староста соколовский Ян Юзеф Сапега (ок. 1734 — 1761), 2-й муж с 1756 года — генерал-майор Ян Сапега (1732—1757).